# Колодец (Доктор Кто)
«Коло́дец» (англ. The Well) — третий эпизод 15-го сезона британского научно-фантастического телесериала «Доктор Кто». Автор сценария — шоураннер сериала Расселл Ти Дейвис. Режиссёр эпизода — Аманда Бротчи. Премьера эпизода состоялась 26 апреля 2025 года на стриминговых сервисах BBC iPlayer и Disney+, а также на телеканале BBC One.
В этой серии Пятнадцатый Доктор (Шути Гатва) и его спутница Белинду Чандру (Варада Сету) попадают на планету с горнодобывающей колонией, с которой потеряна связь. Там они находят единственную выжившую Элисс Фенли (Роуз Эйлинг-Эллис) и прицепившееся к ней инопланетное существо, которое убивает вставших за её спиной. Серия является сиквелом эпизода «Полночь» (2008).

## Сюжет
По-прежнему не имея возможности вернуться на Землю 2025 года, ТАРДИС доставляет Доктора и Белинду в будущее через 500 тысяч лет, где отряд военных во главе с Шаей Косталлион прибыл на планету-колонию по добыче алмазов, с которой потеряна связь. Все зеркала там были разбиты, а все жители колонии погибли, кроме глухого повара Элисс Фенли. Она заявляет, что люди сошли с ума и поубивали друг друга.
Доктор узнаёт, что они находятся на планете Полночь, где он был 400 тысяч лет назад, и что он уже встречался с существом, которое вылезло из скважины и погубило колонистов. Белинде и военным кажется, что за спиной Элисс есть существо, которое потом убивает солдата, вставшего за ней. Элисс говорит, что если она погибнет, то оно переместится к её убийце. Один из военных, Кассио, недовольный отсутствием действий со стороны Шаи, берёт командование на себя, пытается рассмотреть существо и губит часть солдат, которые встают за спиной Элисс. Шая приказывает Элисс развернуться, убивая тем самым Кассио и возвращая контроль.
Доктор пытается установить контакт с существом, и они узнают друг друга. Доктор узнаёт, что оно шепчет своим жертвам, но Элисс смогла выжить из-за собственной глухоты. Выдвинув теорию на основе разбитых зеркал, что отражение существа может его убить, Доктор создаёт жидкую вертикальную поверхность из ртути, применявшейся на руднике, за спиной Элисс, после чего все вместе с Элисс пытаются сбежать с планеты. В шлюз одновременно помещается максимум шесть человек, поэтому Элисс и ещё двое солдат отправляются первыми, сразу после чего существо цепляется к Белинде. Шая смертельно ранит Белинду так, чтобы возможно было её реанимировать, и жертвует собой, прыгая в скважину.
В ТАРДИС Доктор и очнувшаяся Белинда обсуждают то, что военные и Элисс никогда не слышали о Земле и человеческой расе, хотя должны были. На борту космического корабля выжившая Мо докладывает о случившемся миссис Флад, и та рада узнать об устройстве «виндикаторе», которое Доктор использует для возвращения на Землю. Одной из солдат кажется, что она видит что-то за спиной Мо, после чего слышен шёпот.

## Производство

### Разработка
Эпизод написан шоураннером сериала Расселлом Ти Дейвисом и Шармой Энджел-Уолфолл. Энджел-Уолфолл — одна из четырёх приглашённых сценаристов сезона. Она ранее работала с исполнительным продюсером сериала Джейн Трантер над другим проектом компании Bad Wolf. Трантер предложила кандидатуру Энджел-Уолфолл Дейвису, который провёл с ней собеседование. Перед этим Дейвис прочитал сценарий Энджел-Уолфолл в жанрах сверхъестественного и фильма ужасов, и Дейвис использовал его для основы истории. Будучи ребёнком, Энджел-Уолфолл видела Дейвиса вживую, и она была рада сотрудничать с ним, уже имея работу в телеиндустрии. Дейвис и Энджел-Уолфолл имели активный двусторонний контакт в процессе работы над серией. Рассказывая о сезоне, Дейвис упомянул, что один эпизод является «неожиданным сиквелом». В итоге эпизод «Колодец» оказался продолжением истории «Полночь», и действие происходило на той же планете 400 тысяч лет спустя .
В сюжете изначально в качестве главных антагонистов должны были быть духи ориша народа йоруба в Нигерии, но они были заменены, так как сценаристам показалось, что сценарий не оказывал достаточного уважения к религии. Дейвису показалось, что действия в сценарии походили на поведение существа Полуночи, поэтому серию решено было сделать непосредственным сиквелом. Одним из вариантов названия эпизода было «Тринадцать» по количеству людей в экспедиции, включая Доктора и Белинду.

### Актёрский состав
Пятнадцатого Доктора сыграл Шути Гатву, а его спутницу Белинду Чандру — актриса Варада Сету. Роль Элисс Фенли исполнена актрисой с нарушением слуха Роуз Эйлинг-Эллис, которая общается на британском жестовом языке (BSL). Исполнительный продюсер Фил Коллинсон рассказал, что роль изначально не предназначалась для глухой актрисы, и Дейвис изменил часть сценария после того, как директор по кастингу Энди Прайор предложил актрису Эйлинг-Эллис. После изменений сценарий был проверен на соответствие консультантом, который вернул его с «восторженным отчётом», в частности отметив фразу о том, как слышащие люди могут испытывать паранойю рядом с общающимися на жестовом языке. Эйлинг-Эллис отметила, что давно хотела сыграть в сериале «Доктор Кто».
Кристофер Чун появился в серии в роли Кассио. Чун ранее прослушивался для двух эпизодов сериала, одна из них — «Тук-тук» (2017). Координатор движений существ Пол Кейси, который в 2005—2020 годах играл многих монстров в сериалах «Доктор Кто», «Торчвуд» и «Приключения Сары Джейн», сыграл в этой серии существо Полуночи, указанное в титрах как «У него нет имени» (англ. It Has No Name). В эпизоде «Полночь» существо никогда не было видимо. Кейси снял сцены, находясь прямо за Эйлинг-Эллис, чтобы лучше передать ощущение существа за спиной Элисс. Анита Добсон в очередной раз появилась в роли миссис Флад, персонажа, являющегося частью сюжетной арки сезона. Также среди актёрского состава были Килинн Данн и Бетани Антония.

### Съёмки
Перед съёмками актёры, играющие солдат, прошли 29 января 2024 года курс молодого бойца, который провёл бывший военный. Также для актёров и съёмочной группы был проведён курс по осведомлению о глухоте. Эпизод был снят в третьем съёмочном блоке вместе с предыдущей серией, «Люкс». Режиссёром обеих серий стала Аманда Бротчи. Натурные съёмки прошли 1 февраля 2024 года в карьере Пант-и-Финнон в округе Вейл-оф-Гламорган к западу от Кардиффа, где также снималась серия «Сила Доктора» (2023). Некоторые съёмки проходили в два часа ночи при температуре ниже 0 °C. На площадке находилась консультантка, которая должна была убеждаться в правильности жестового языка.
Гатва и Сету сошлись во мнении, что эта серия была самой сложной в плане съёмок. Сету испытывала мигрени из-за своего скафандра, и в остававшихся сценах снималась дублёр. Шлемы также создавали проблемы, поскольку они быстро запотевали, затрудняли дыхание и слышимость. Костюмы оказались сложными: Сету призналась, что для надевания и снятия необходимо было три человека. Каждый костюм был сделан специально для каждого актёра. Гатва сказал, что отсутствие визуализации существа Полуночи очень помогло его актёрской игре.
Для первой сцены серии, где Доктор и Белинда выпадают из космического корабля, были сняты трюковые сцены с тросами и хромакеем Также тросы были применены для сцен, где существо бросало людей в воздух. Для более простых и точных движений использовалась четырёхточечная лебёдочная система. Трюки продолжили снимать на следующий день после окончания съёмочного периода. Для кадров от первого лица была взята камера GoPro. Из-за других проектов Энджел-Уолфолл не смогла посетить съёмки или посмотреть окончательный монтаж перед трансляцией. В серии были использованы архивные кадры эпизода «Полночь» и песня «Toxic» Бритни Спирс, ранее звучавшая в эпизоде «Конец света» (2005).

## Релиз и рейтинги
Премьера эпизода состоялась одновременно на стриминговых сервисах BBC iPlayer в Великобритании и Disney+ в остальном мире в 8:00 по британскому времени 26 апреля 2025 года. На канале BBC One эпизод был показан позднее, вечером того же дня.
За вечер на телеканале BBC One эпизод посмотрело 1,9 млн человек, что стало выше рекордно низкого показателя предыдущей серии. Эпизод стал 2-й программой дня на телеканале и 4-й на британском телевидении. Спустя неделю полный рейтинг составил 3,234 миллиона зрителей. Серия по рейтингам стала 13-й среди программ недели на BBC One (8-й среди уникальных программ) и 23-й программой недели на британском телевидении (13-й среди уникальных программ). Среди программ дня (субботы) эпизод стал самой популярной программой дня на BBC One и 3-й программой на британском телевидении после шоу «Britain’s Got Talent» и «The 1% Club» на ITV1.

## Критика
| Агрегированные оценки         | Агрегированные оценки |
| Источник                      | Рейтинг               |
| ----------------------------- | --------------------- |
| Rotten Tomatoes (Tomatometer) | 92 %                  |
| Оценки критиков               |                       |
| Источник                      | Рейтинг               |
| The A.V. Club                 | A-                    |
| Bleeding Cool                 | 8/10                  |
| Evening Standard              | [ 34 ]                |
| GamesRadar+                   | [ 35 ]                |
| IGN                           | 5/10                  |
| Radio Times                   | [ 37 ]                |
| Vulture                       | [ 38 ]                |

По данным агрегатора Rotten Tomatoes, 92 % из 13 обзоров были положительными.
Стефан Мохамед из «Den of Geek» похвалил актёрскую игру, но покритиковал способ нападения существа и камео миссис Флад, поскольку оно ему показалось слишком похожим на сюжетную линия прошлого сезона. Уилл Салмон из «GamesRadar+» также восхвали второстепенных актёров, в частности Эйлинг-Эллис и Данн. Вики Джессоп из «Evening Standard» отметила первый акт серии и концовку, а также поворотный момент с раскрытием существа. Дэниэл Купер в рецензии для «Engadget» одобрил игру Эйлинг-Эллис и её репрезентативность для людей с нарушением слуха. Роберт Андерсон в отзыве для «IGN» раскритиковал серию, заявив, что помимо возвращения существа, эпизоду «не хватило содержания», и негативно оценив игру второстепенных актёров и Гатвы.
Возвращение существа Полуночи получило смешанные отзывы. Мохамед похвалил использование существа в серии, которое ему показалось эффектно устрашающим. Изобель Льюис в статье для «The A.V. Club» сказала, что Дейвис «превзошёл ожидания» и высоко оценила возвращения. Кайл Андерсон из «Nerdist» также положительно отозвался о существе, назвав его эволюцию хорошо применённой. Джессоп раскритиковала использование существа, сказав, что хоть серия и сохраняет мистику вокруг его внешности, повторное его появление было менее впечатляющим. Салмон отозвался похожим образом, заявив, что хотя поворот был эффектным, раскрытие существа особо не добавило ничего эпизоду, особенно поскольку оно действовало иным образом, нежели в своей первой серии. Андерсон одобрил новые дополнения к существу для внесения отличий от эпизода «Полночь», но осудил применение существа в серии, так как оно было менее таинственным и следовало по шаблонным сюжетным линиям, и в итоге возвращение для него «подрывает мощь оригинала».

## Новеллизация
Новеллизация эпизода написана писателем научной фантастики Гарет Л. Пауэлл и будет выпущена 10 июля.